# Ma'ajan Charod
Ma'ajan Charod (hebrejsky: מעיין חרוד, anglicky: Ma'ayan Harod) je sladkovodní pramen a národní park v Izraeli, v Severním distriktu, situovaný na úpatí masivu Gilboa v Charodském údolí.
Leží na okraji vesnice Gid'ona v nadmořské výšce cca 20 metrů pod hladinou moře, 27 kilometrů jihozápadně od Galilejského jezera a 20 kilometrů západně od řeky Jordánu. Pramen se nachází cca 9 kilometrů jihovýchodně od města Afula a cca 45 kilometrů jihovýchodně od centra Haify.
Pramen Charod je zmiňován už v Bibli, v Knize Soudců 7,1: "Za časného jitra se Jerubaal, to je Gedeón, a všechen lid, který byl s ním, utábořili u pramene Charódu" Ve středověku se tu odehrávaly bitvy mezi křižáky a muslimy. Roku 1260 se tu zase odehrála bitva mezi egyptskými Mameluky a Mongoly - bitva u Ajn Džalut (arabský název tohoto pramene).
Ve 20. letech 20. století se právě v okolí tohoto zdroje vody začalo rozvíjet novověké židovské osídlení. Zemědělská osada Ejn Charod se původně nacházela přímo vedle pramene. Poblíž pramene je pohřben Jehošua Chankin, jehož nákupy pozemků na přelomu 19. s 20. století umožnily židovské osidlování tohoto regionu.